# El Molinet (el Poal)
El Molinet és un monument noucentista del municipi del Poal (el Pla d'Urgell) inclòs en l'Inventari del Patrimoni Arquitectònic de Catalunya.

## Descripció
La finca del molinet és un conjunt d'edificacions construïts a l'entorn de l'antic molí en transformar-se en la Granja Rius. El molinet pròpiament dit és una construcció industrial dels anys 20 del segle XX amb planta per moldre el gra i sitges per emmagatzemar-lo. Aquest molí utilitzava la força del riu Corb. Actualment està molt reformat, però encara es pot veure la porta d'accés adovellada, les finestres allindanades i la galeria coberta al nord. Aquest fou ampliat el 1943 i s'anomenà "Granja Rius". Aquesta construcció forma part d'una sèrie d'edificacions annexes ubicades a la part posterior de la casa principal de la finca El Molinet. L'edifici principal del Molinet, seria la casa dels amos. És una casa de tres plantes amb torre adossada i galeria lateral. L'accés de la casa es realitza per una porta de mig punt adovellada. Al primer pis destaca una fornícula amb una imatge de Sant Antoni (?) feta amb rajola.

## Història
Aquest molí fou construït a principis del segle xx. Sembla que era el mateix que el mencionat, al s. XVII, de Sarcenit o tanmateix conegut posteriorment com el Molí del Poal, actualment al lloc hi ha una gran casa pairal amb diverses construccions adossades, una d'elles correspon a una moderna farinera que funcionà fins als anys 60 del s. XX.